# Michelle Romero
Michelle Yeraldin Romero Castillo (Puerto Cumarebo, 12 de junio de 1997) es una futbolista venezolana que juega como defensa en el Zaragoza CFF de la Segunda División Pro española y en la selección nacional femenina de Venezuela.

## Carrera internacional
Romero representó a Venezuela en el Campeonato Sudamericano Sub-20 Femenino 2014.